# Bruno Giussani

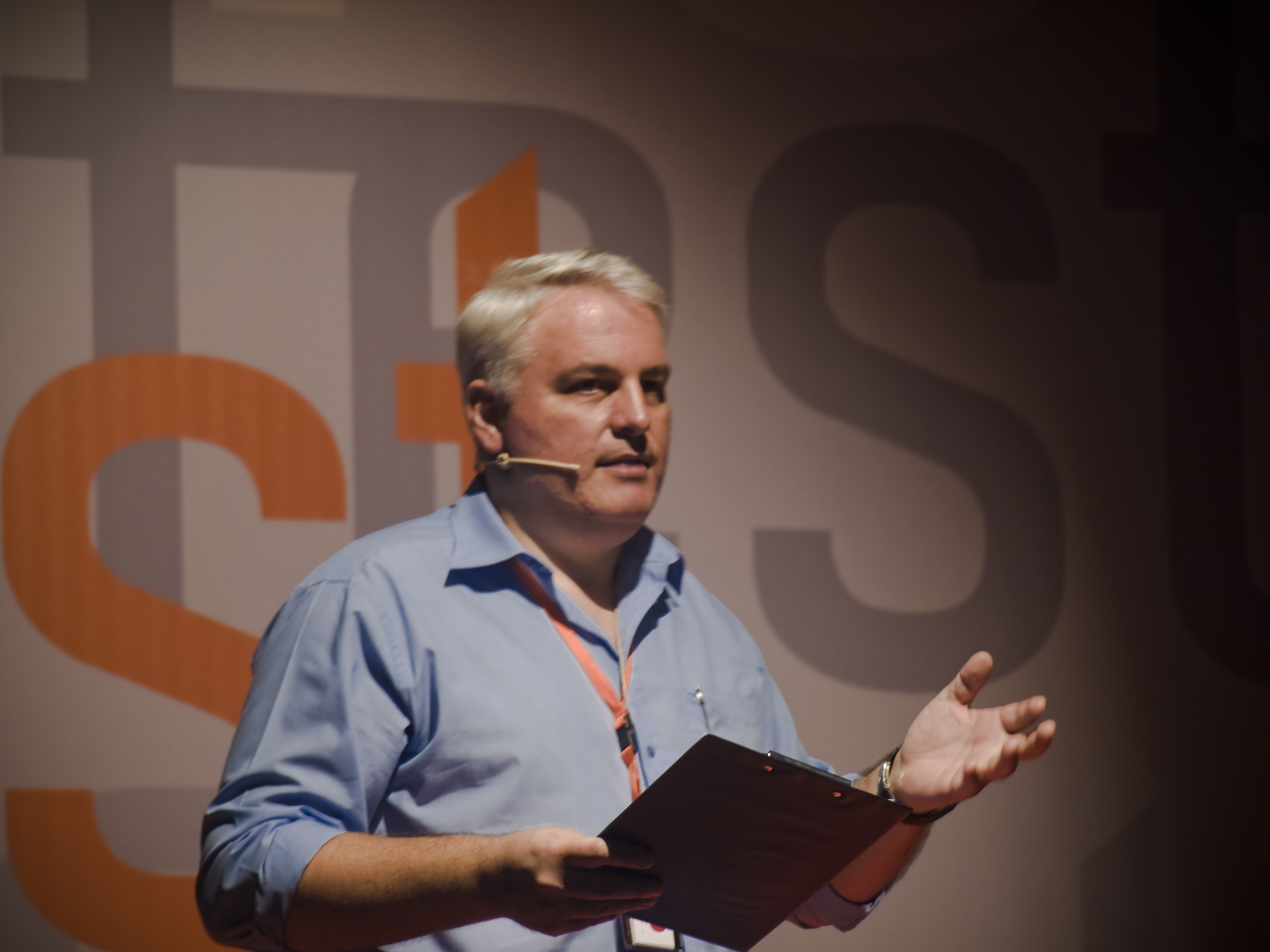
Bruno Giussani in 2008

Bruno Giussani (Faido, 1964) is een Zwitsers schrijver, journalist en zakenman.
Sinds 2005 is Giussani de Europees directeur van TED. Hij is samensteller en gastheer van TEDGlobal en TED University en medesamensteller van TEDxSummit. Daarnaast is hij medeoprichter, organisator en gastheer van het jaarlijkse Forum des 100, een conferentie in Lausanne.
Giussani is oprichter (in 1995) van Tinet, de eerste internet-serviceprovider in het Italiaanssprekende deel van Zwitserland, en oprichter en vicevoorzitter van de raad van bestuur, van Tinext, een Zwitsers softwarebedrijf. Tevens zit hij in de raad van bestuur van de Knight Fellowship aan de universiteit van Stanford. Daarnaast is hij (co-)auteur van verscheidene boeken en een frequent openbaar spreker.
Vóór 2005 was hij tijdschriftjournalist, Amerikaans correspondent, columnist bij het Zwitserse tijdschrift L'Hebdo en webredacteur van de eerste Zwitserse nieuwswebsite, Webdo. Giussani's artikels zijn gepubliceerd in The New York Times (waarvoor hij van 1996 tot 2000 de Eurobytes-column schreef), de Europese editie van het tijdschrift Wired (Groot-Brittannië en Italië) en The Wall Street Journal, The Economist, Business Week, International Herald Tribune, de Neue Zürcher Zeitung (Zwitserland), L'Hebdo (Zwitserland), Libération (Frankrijk), Il Sole-24Ore (Italië) en The Huffington Post.
Van 1998 tot 2000 was hij Head of Online Strategy van het World Economic Forum. Verder heeft hij geholpen bij het opzetten van de LIFT-conferentie in Geneve, Zwitserland (waar hij tevens vicevoorzitter was) en bij het opzetten van de Green Challenge van de Nationale Postcode Loterij, in Amsterdam. Van 2000 tot 2008 was hij lid van de raad van bestuur van Namics, het grootste Zwitserse internet-adviesbureau.
Giussani woont in Zwitserland.